# Liste der Biografien/Wuj
Liste der Biografien |
Portal Biografien |
Personensuche
# |
A |
B |
C |
D |
E |
F |
G |
H |
I |
J |
K |
L |
M |
N |
O |
P |
Q |
R |
S |
T |
U |
V |
W |
X |
Y |
Z |
?
 
Wa |
Wc |
Wd |
We |
Wh |
Wi |
Wj |
Wl |
Wn |
Wo |
Wr |
Ws |
Wt |
Wu |
Ww |
Wy |
Wz
 
Wua |
Wub |
Wuc |
Wud |
Wue |
Wuf |
Wug |
Wuh |
Wui |
Wuj |
Wuk |
Wul |
Wum |
Wun |
Wuo |
Wup |
Wur |
Wus |
Wut |
Wuw |
Wuy |
Wuz
Die Liste der Biografien führt alle Personen auf, die in der deutschsprachigen Wikipedia einen Artikel haben. Dieses ist eine Teilliste mit 6 Einträgen von Personen, deren Namen mit den Buchstaben „Wuj“ beginnt.

## Wuj

### Wuja
- Wujak, Brigitte (* 1955), deutsche Leichtathletin und Olympiamedaillengewinnerin

### Wujc
- Wujciak, Joseph (1901–1977), deutscher Politiker (Zentrum, CDU), MdV
- Wujciak, Rainer (1946–2017), deutscher Politiker (SPD) und Beamter, MdHB
- Wujcik, Erick (1951–2008), US-amerikanischer Rollenspielentwickler

### Wuje
- Wujek, Heidi (* 1948), deutsche Kostümbildnerin
- Wujek, Jakub (1541–1597), Autor der ersten katholischen Bibelübersetzung ins Polnische